# Bai Manya
Bai Manya (ou Bai Manya Muasa, Bai Manyan, Bai Mainya) est un village du Cameroun situé dans le département de la Meme et la Région du Sud-Ouest. Il fait partie de la commune de Mbonge.

## Population
On y a dénombré 195 habitants en 1953, puis 143 en 1966, principalement des Bai Balong.
Lors du recensement national de 2005, la localité comptait 1 346 habitants.